# Canibalismo sexual

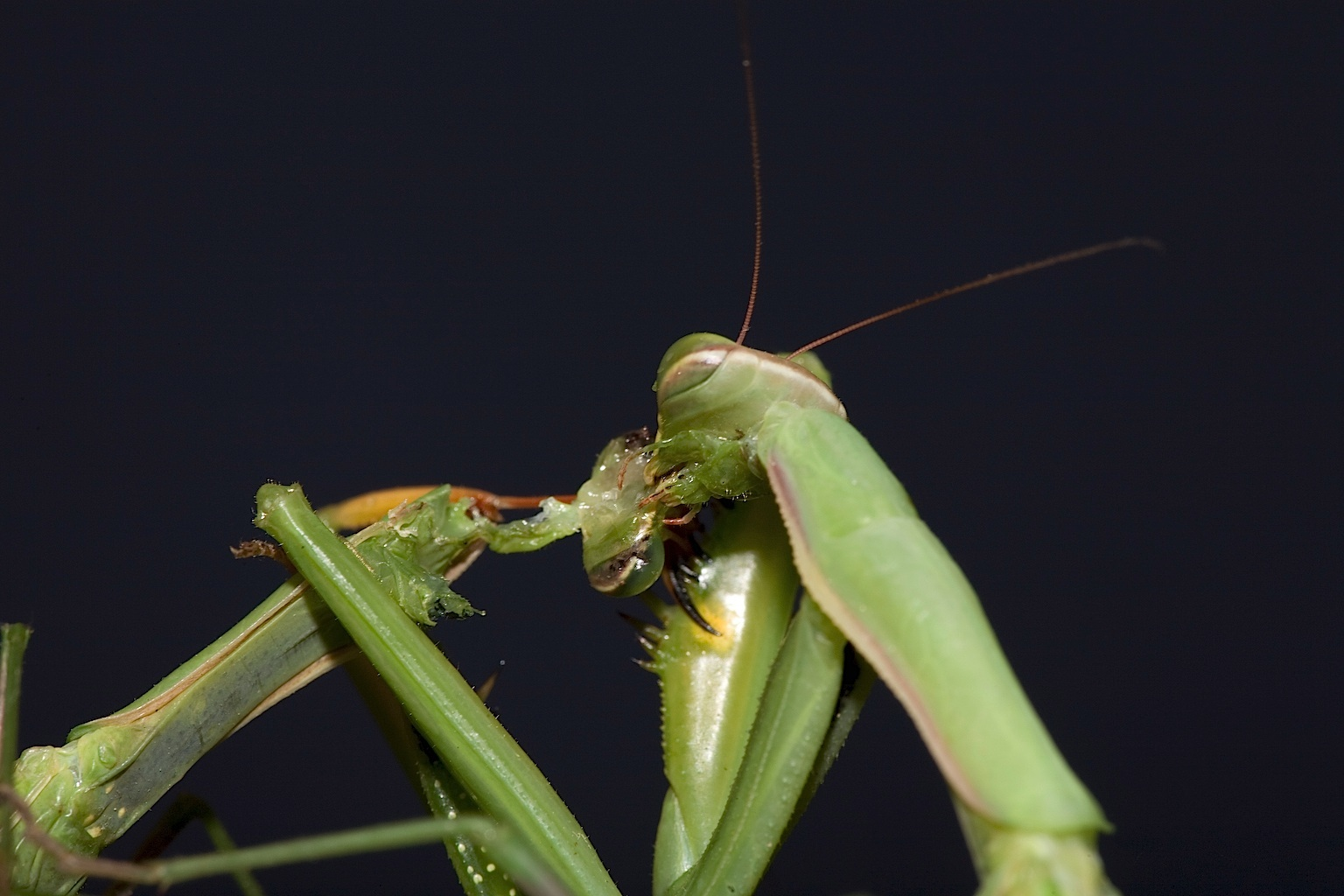
Canibalismo sexual entre louva-a-deus: uma fêmea a devorar a cabeça do macho.

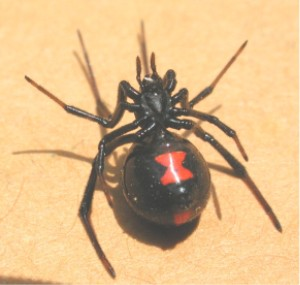
A prevalência de canibalismo sexual mereceu a diversas espécies de Latrodectus o epíteto de "viúva negra".

Canibalismo sexual é um caso especial de canibalismo no qual a fêmea mata e consome um macho da mesma espécie durante ou imediatamente após a cópula. Por vezes, o macho é devorado sem que haja ocorrido a cópula. Em raras ocasiões, estes papéis são invertidos.

## Prevalência
A prática corrente de canibalismo sexual está documentada em múltiplas espécies de aracnídeos, insectos, e anfípodes, existindo algumas evidências de que ocorre em algumas espécies de gastrópodes, copépodes e cefalópodes. Apesar de ser um comportamento de rara ocorrência quando se considera a globalidade das espécies animais, o canibalismo sexual é comum na maioria das famílias de aranhas e escorpiões, podendo afectar o tamanho da população e a sua razão sexual. Na maioria das espécies em que o fenómeno ocorre, a fêmea canibaliza o macho, sendo em geral substancialmente mais corpulenta do que aquele.
O valor ecológico do canibalismo sexual enquanto estratégia reprodutiva tem sido considerado pouco representativo. Stephen Jay Gould argumentou que o canibalismo sexual é demasiado raro para ser significativo. Contudo, os machos podem ser uma fonte alimentar importante para as fêmeas, traduzindo-se num aumento da fecundidade.